# AVP Tour 2010
Die AVP Tour 2010 ist die nationale Turnierserie der Vereinigten Staaten im Beachvolleyball. Sie wurde in sieben Städten ausgetragen.

## Übersicht der Turniere
| Datum              | Stadt            | Sieger Männer                         | Sieger Frauen                       |
| ------------------ | ---------------- | ------------------------------------- | ----------------------------------- |
| 16.–18. April      | Fort Lauderdale  | keine Sieger                          | Nicole Branagh / Misty May-Treanor  |
| 29. April – 2. Mai | Santa Barbara    | Phil Dalhausser / Todd Rogers         | Annett Davis / Jenny Johnson Jordan |
| 3.–6. Juni         | Huntington Beach | Phil Dalhausser / Todd Rogers         | Jennifer Kessy / April Ross         |
| 18.–20. Juni       | Virginia Beach   | Matthew Fuerbringer / Nicholas Lucena | Jennifer Kessy / April Ross         |
| 25.–27. Juni       | Belmar           | Phil Dalhausser / Todd Rogers         | Jennifer Kessy / April Ross         |
| 16.–18. Juli       | Hermosa Beach    | Phil Dalhausser / Todd Rogers         | Jennifer Kessy / April Ross         |
| 24.–25. Juli       | Long Beach       | Phil Dalhausser / Todd Rogers         | Nicole Branagh / Misty May-Treanor  |

Das Endspiel der Männer in Fort Lauderdale konnte wegen starken Regens nicht ausgetragen werden und die Finalisten teilten sich die Preisgelder und Punkte für die ersten beiden Plätze.

## Turniere
Nachfolgend werden jeweils die Top 8 der einzelnen Turniere aufgeführt. Die kompletten Ergebnisse gibt es in der Beach Volleyball Database (siehe Weblinks).

### Fort Lauderdale
| Platz | Männer                                                                  | Frauen                                      |
| ----- | ----------------------------------------------------------------------- | ------------------------------------------- |
| 1     | Phil Dalhausser / Todd Rogers und Matthew Fuerbringer / Nicholas Lucena | Nicole Branagh / Misty May-Treanor          |
| 2     | Phil Dalhausser / Todd Rogers und Matthew Fuerbringer / Nicholas Lucena | Angela Akers / Tyra Turner                  |
| 3     | John Hyden / Sean Scott                                                 | Jennifer Kessy / April Ross                 |
| 3     | Billy Allen / Braidy Halverson                                          | Tatiana Minello / Priscilla Piantadosi-Lima |
| 5     | Bill Strickland / Aaron Wachtfogel                                      | Rachel Scott / Elaine Youngs                |
| 5     | Ryan Mariano / Ed Ratledge                                              | Annett Davis / Jenny Johnson Jordan         |
| 7     | Casey Patterson / Kevin Wong                                            | Lisa Fitzgerald / Brooke Niles              |
| 7     | Mike Morrison / Matt Olson                                              | Dianne DeNecochea / Brittany Hochevar       |

### Santa Barbara
| Platz | Männer                                | Frauen                                      |
| ----- | ------------------------------------- | ------------------------------------------- |
| 1     | Phil Dalhausser / Todd Rogers         | Annett Davis / Jenny Johnson Jordan         |
| 2     | Jacob Gibb / Sean Rosenthal           | Dianne DeNecochea / Brittany Hochevar       |
| 3     | John Hyden / Sean Scott               | Nicole Branagh / Misty May-Treanor          |
| 3     | Matthew Fuerbringer / Nicholas Lucena | Rachel Scott / Elaine Youngs                |
| 5     | Bill Strickland / Aaron Wachtfogel    | Jennifer Kessy / April Ross                 |
| 5     | Paul Bexter / Austin Rester           | Lauren Fendrick / Ashley Ivy Swift          |
| 7     | Billy Allen / Braidy Halverson        | Tatiana Minello / Priscilla Piantadosi-Lima |
| 7     | Mike DiPierro / Steve Grotowski       | Kristen Batt-Rohr / Brooke Sweat            |

### Huntington Beach
| Platz | Männer                             | Frauen                                   |
| ----- | ---------------------------------- | ---------------------------------------- |
| 1     | Phil Dalhausser / Todd Rogers      | Jennifer Kessy / April Ross              |
| 2     | John Hyden / Sean Scott            | Nicole Branagh / Misty May-Treanor       |
| 3     | Jacob Gibb / Sean Rosenthal        | Rachel Scott / Elaine Youngs             |
| 3     | Casey Patterson / Kevin Wong       | Angela Akers / Tyra Turner               |
| 5     | Casey Jennings / Bradley Keenan    | Annett Davis / Jenny Johnson Jordan      |
| 5     | Matt Prosser / Eyal Zimet          | Dianne DeNecochea / Brittany Hochevar    |
| 7     | Bill Strickland / Aaron Wachtfogel | Angela Lewis / Priscilla Piantadosi-Lima |
| 7     | Ryan Mariano / Ed Ratledge         | Lisa Fitzgerald / Brooke Niles           |

### Virginia Beach
| Platz | Männer                                | Frauen                                   |
| ----- | ------------------------------------- | ---------------------------------------- |
| 1     | Matthew Fuerbringer / Nicholas Lucena | Jennifer Kessy / April Ross              |
| 2     | John Hyden / Sean Scott               | Nicole Branagh / Misty May-Treanor       |
| 3     | Bill Strickland / Aaron Wachtfogel    | Rachel Scott / Elaine Youngs             |
| 3     | Jeff Nygaard / Matt Olson             | Angela Akers / Tyra Turner               |
| 5     | Casey Patterson / Kevin Wong          | Angela Lewis / Priscilla Piantadosi-Lima |
| 5     | Billy Allen / Braidy Halverson        | Ana Paula Henkel / Tatiana Minello       |
| 7     | Ryan Mariano / Ed Ratledge            | Annett Davis / Jenny Johnson Jordan      |
| 7     | Mike DiPierro / Steve Grotowski       | Dianne DeNecochea / Brittany Hochevar    |

### Belmar
| Platz | Männer                             | Frauen                                   |
| ----- | ---------------------------------- | ---------------------------------------- |
| 1     | Phil Dalhausser / Todd Rogers      | Jennifer Kessy / April Ross              |
| 2     | John Hyden / Sean Scott            | Rachel Scott / Elaine Youngs             |
| 3     | Bill Strickland / Aaron Wachtfogel | Nicole Branagh / Misty May-Treanor       |
| 3     | Casey Patterson / Kevin Wong       | Angela Akers / Tyra Turner               |
| 5     | Jacob Gibb / Sean Rosenthal        | Annett Davis / Jenny Johnson Jordan      |
| 5     | Casey Jennings / Bradley Keenan    | Lauren Fendrick / Ashley Ivy Swift       |
| 7     | Mike Morrison / Eyal Zimet         | Angela Lewis / Priscilla Piantadosi-Lima |
| 7     | John Mayer / Matt Prosser          | Lisa Fitzgerald / Brooke Niles           |

### Hermosa Beach
| Platz | Männer                                | Frauen                                   |
| ----- | ------------------------------------- | ---------------------------------------- |
| 1     | Phil Dalhausser / Todd Rogers         | Jennifer Kessy / April Ross              |
| 2     | John Mayer / Matt Prosser             | Rachel Scott / Elaine Youngs             |
| 3     | Casey Jennings / Bradley Keenan       | Angela Akers / Tyra Turner               |
| 3     | Jeff Nygaard / Matt Olson             | Annett Davis / Jenny Johnson Jordan      |
| 5     | John Hyden / Sean Scott               | Nicole Branagh / Misty May-Treanor       |
| 5     | Matthew Fuerbringer / Nicholas Lucena | Angela Lewis / Priscilla Piantadosi-Lima |
| 7     | Bill Strickland / Aaron Wachtfogel    | Dianne DeNecochea / Brittany Hochevar    |
| 7     | Casey Patterson / Kevin Wong          | Lisa Fitzgerald / Ashley Ivy Swift       |

### Long Beach
| Platz | Männer                             | Frauen                                |
| ----- | ---------------------------------- | ------------------------------------- |
| 1     | Phil Dalhausser / Todd Rogers      | Nicole Branagh / Misty May-Treanor    |
| 2     | John Hyden / Sean Scott            | Annett Davis / Jenny Johnson Jordan   |
| 3     | Jacob Gibb / Sean Rosenthal        | Rachel Scott / Elaine Youngs          |
| 3     | Bill Strickland / Aaron Wachtfogel | Angela Akers / Tyra Turner            |
| 5     | Casey Patterson / Kevin Wong       | Lauren Fendrick / Brooke Niles        |
| 5     | Casey Jennings / Bradley Keenan    | Ana Paula Henkel / Tatiana Minello    |
| 7     | Jeff Nygaard / Matt Olson          | Dianne DeNecochea / Brittany Hochevar |
| 7     | Ryan Mariano / Ed Ratledge         | Lisa Fitzgerald / Ashley Ivy Swift    |